# Dekanat chodecki
Dekanat chodecki – jeden z 33 dekanatów rzymskokatolickiej diecezji włocławskiej.
W skład dekanatu wchodzą następujące parafie:
- parafia św. Dominika w Chodczu
- parafia NMP Częstochowskiej w Cettach
- parafia św. Idziego w Choceniu
- parafia św. Prokopa w Kłóbce
- parafia Najświętszego Serca Pana Jezusa w Lubieniu Kujawskim
- parafia św. Andrzeja Apostoła w Woli Pierowej

Dziekan dekanatu chodeckiego
- ks. dr Mieczysław Łaszczyk - proboszcz parafii Choceń

Wicedziekan
- ks. Dariusz Sieczkowski - proboszcz parafii Lubień Kujawski